# Cape York (Meteorit)
Koordinaten: 78° 8′ 0″ N, 64° 56′ 0″ W
Der Cape-York-Meteorit ist ein Eisenmeteorit, der als mittlerer Oktaedrit der Gruppe III AB klassifiziert wurde. Er ist nach dem Ort seiner Entdeckung, dem grönländischen Kap York in Nordgrönland benannt. Er ist in zahlreiche Fragmente zerfallen, von denen das größte, Ahnighito, mit einer Masse von 31 Tonnen den zweitgrößten bekannten Einzelmeteoriten der Welt darstellt.

## Beschreibung

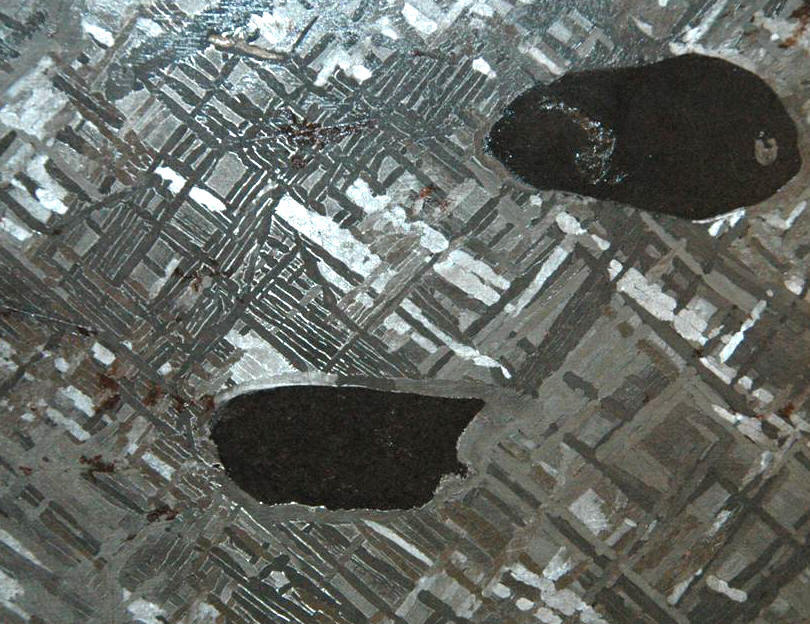
Mikroskopische Aufnahme des Meteoriten

Der Eisenmeteorit besteht neben Eisen auch zu geringen Teilen aus anderen Materialien, wobei die Mengenverhältnisse je nach untersuchtem Bruchstück voneinander abweichen. In einer Untersuchung von 1982 wurden folgende Zusammensetzungen ermittelt:
| Element | Anteil              |
| ------- | ------------------- |
| Nickel  | 7,46–8,52 %         |
| Kobalt  | 0,494–0,515 %       |
| Rhenium | 0,027–0,058 %       |
| Kupfer  | 0,0157–0,0196 %     |
| Gallium | 0,00188–0,00199 %   |
| Arsen   | 0,000411–0,000842 % |
| Iridium | 0,000268–0,000513 % |
| Wolfram | 0,000097–0,000130 % |
| Gold    | 0,000057–0,000103 % |

Der Meteorit war etwa 93 Millionen Jahre der Kosmischen Strahlung ausgesetzt. Damit wurde er vor deutlich kürzerer Zeit von seinem Mutterkörper getrennt als andere Oktaedriten der chemischen Gruppe III AB, die in der Regel ein höheres Bestrahlungsalter von etwa 650 Millionen Jahren aufweisen.
Der Meteorit wog ursprünglich möglicherweise 200 Tonnen. Beim Eintritt in die Erdatmosphäre zerbrach der Cape-York-Meteorit über der Melville-Bucht und erzeugte einen Meteoritenschauer. Das elliptische Streufeld erstreckt sich über ein Gebiet von 100 × 15 km Ausdehnung. Die Streuellipse lässt auf eine Flugrichtung des Meteoriten von Richtung Nordwest (Fundort des Thule-Bruchstücks) nach Südost (Fundort des Ahnighito-Bruchstücks) schließen. Es ist umstritten, wann der Meteorit auf die Erde stürzte, allerdings muss dies vor der Einwanderung der Inuit der Thule-Kultur nach Grönland vor rund 1000 Jahren geschehen sein, da Werkzeuge aus Fragmenten des Meteoriten archäologisch bereits direkt nach der Ankunft der Inuit nachgewiesen werden können.
Die Oberfläche des dunkelbraunen Meteoriten ist mit grünlichen Einschlüssen überzogen. Alle Troilit-Einschlüsse sind in der gleichen Richtung orientiert und zeigen den Einfluss der Schwerkraft während der Verfestigung. Einige Stellen des Meteoriten sind angeschliffen, poliert und mit methanolhaltiger Salpetersäure angeätzt worden, um die Widmanstätten-Strukturen und die am Ahnighito besonders deutlichen Neumann-Linien sichtbar zu machen.[Beleg?]

## Fragmente
Insgesamt sind acht größere Bruchstücke des Cape-York-Meteoriten bekannt, welche ein Gesamtgewicht von gut 58 Tonnen haben. Es ist möglich, dass sich noch große Teilstücke unter dem Eis oder im Meer befinden.

### Ahnighito (Tent)
Ahnighito, auch Tent („Zelt“) genannt, hat eine Masse von knapp 31 Tonnen und befand sich im Nordosten der Insel Savissivik. Die Inughuit zeigten Robert Edwin Peary den Meteoriten im Jahr 1894. Mit seinem Gewicht ist der Ahnighito nach dem Hoba-Meteoriten (60 t) der zweitgrößte Meteorit, der bisher entdeckt wurde, wobei er sich diesen Titel mit dem 2016 gefundenen etwa ebenso schweren Gancedo-Meteoriten von Campo del Cielo teilt. Peary ließ den Meteoriten nach New York City transportieren, wo er heute in der Arthur Ross Hall of Meteorites des American Museum of Natural History ausgestellt ist. Der Name Ahnighito stammt von Peary und ist der Mittelname seiner 1893 in Grönland geborenen Tochter Marie Peary. Es handelt sich um eine anglisierte Schreibweise des Namens Arnakitsoq.

### Agpalilik

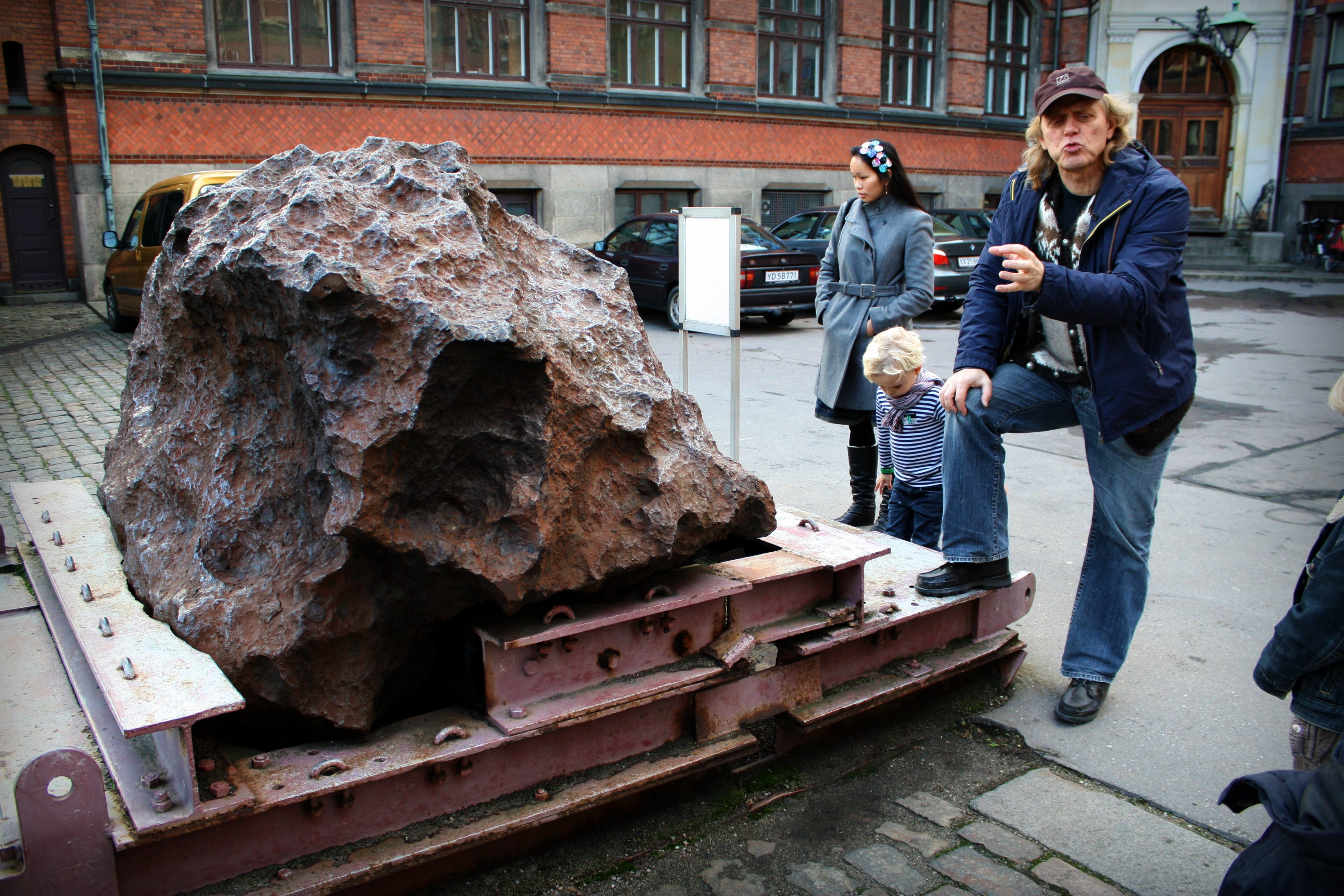
Agpalilik auf dem Hof des Geologischen Museums in Kopenhagen

Agpalilik hat eine Masse von gut 20 Tonnen und wurde 1963 von Vagn Buchwald am Kap Appalilik (alte Rechtschreibung Agpalilik; „Ort mit Krabbentauchern“) nördlich von Savissivik gefunden. Er steht seit 1967 im Geologischen Museum in Kopenhagen und war der erste große Meteorit, der aufgeschnitten wurde.

### Savik I
Savik I („Messer, Metall“) hat eine Masse von etwa 3,4 Tonnen und wurde 1913 vom Inughuaq Qilluttoq für Knud Rasmussen gefunden. Er befand sich auf der Halbinsel Saveqarfik nordöstlich von Savissivik. Er wurde 1925 nach Kopenhagen verschifft, wo er sich heute im Geologischen Museum befindet.

### Woman
Woman („Frau“) hat eine Masse von etwa 3,0 Tonnen. Ebenso wie Ahnighito wurde der Meteorit Peary im Jahr 1894 gezeigt. Er befand sich auf der Halbinsel Saveruluk nordnordöstlich von Savissivik. Wie Ahnighito befindet sich der Meteorit heute im American Museum of Natural History.

### Dog
Dog („Hund“) hat eine Masse von etwa 0,4 Tonnen. Ebenso wie Ahnighito wurde der Meteorit Peary im Jahr 1894 gezeigt. Er befand sich auf der Halbinsel Saveruluk nordnordöstlich von Savissivik. Wie Ahnighito befindet sich der Meteorit heute im American Museum of Natural History.

### Tunorput
Tunorput („Unser Rücken“) wurde 1984 von Jeremias Petersen aus Savissivik gefunden. Er war der erste im Meer gefundene Meteorit. Tunorput hat eine Masse von etwa 450 kg.

### Thule
Thule wurde 1955 von einer Gruppe US-amerikanischer Glaziologen am Ullip Sermia (Harald Moltke Gletsjer) gefunden. Er hatte eine Masse von 48,6 kg. Der größte Teil des Meteoriten (47,5 kg) befindet sich heute in Kopenhagen, während kleine Bruchstücke weltweit verteilt wurden. Da er 80 km von den übrigen Funden entfernt aufgefunden wurde, ging man ursprünglich davon aus, dass es sich um einen anderen Meteoriten handelte. Später wurde er wegen seiner Beschaffenheit als Teil des Cape-York-Meteoriten identifiziert.

### Savik II
Savik II wurde 1961 von Vagn Buchwald nahe der Stelle gefunden, an der 1913 Savik I entdeckt worden war. Er hat eine Masse von 7,8 kg.

### Weitere Fragmente
1914 erhielt Walter Elmer Ekblaw auf Ellesmere Island in Kanada den Meteoriten Akpohon mit einer Masse von 1,29 kg von einem Inuk. 1928 erhielt Knud Rasmussen von einem Inuk auf Kiatak (Northumberland Ø) den Meteoriten Northumberland mit einer Masse von 290 g. Es wird davon ausgegangen, dass beide Bruchstücke des Cape-York-Meteoriten sind, die von den Inuit von Grönland bis nach Kanada gebracht wurden.

## Geschichte

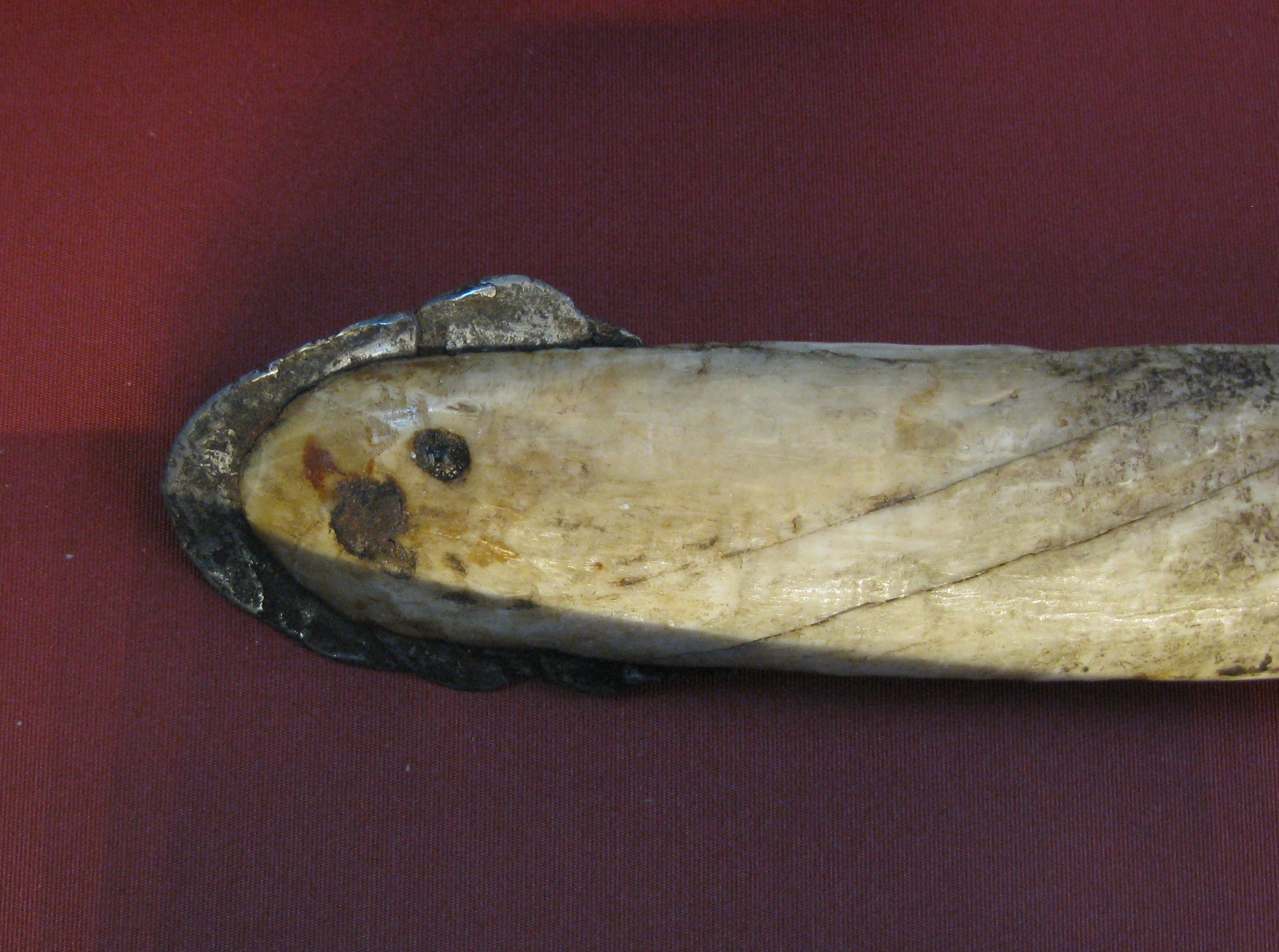
Eine Harpunenspitze aus dem Metall des Meteoriten

Seit Jahrhunderten verwendeten die in der Nähe lebenden Inuit das Eisen des Meteoriten für die Herstellung von Werkzeugen und Harpunen, wobei sie kleine Metallstücke mit Steinen abschlugen. 1818 begegnete William Edward Parry an Bord der Alexander bei einer Expedition einigen Inughuit, die Messerklingen aus Metall besaßen. An Bord der Isabella befand sich der Expeditionsleiter John Ross, der kurz darauf dieselbe Entdeckung machte. Als er nach der Herkunft des Metalls fragte, wurde ihm von großen metallenen Steinen erzählt. Ross vermerkte auf seiner Karte Sowallick Point / Iron Mountain (savilik „Ort mit Metall“) als Herkunftsort des Metalls, aber aufgrund der Entfernung fuhr er die Gegend nicht an, um danach zu suchen. Ab 1849 erhielten die Inuit Metall von europäischen Walfängern, sodass sie fortan nicht mehr auf die Meteoriten angewiesen waren. Zu diesem Zeitpunkt war bereits ein großer Teil von Woman abgemeißelt worden.
Im 19. Jahrhundert versuchten mehrere Expeditionen erfolglos, den Herkunftsort des Metalls zu finden. Gegen Ende des Jahrhunderts war man davon überzeugt, dass das Metall anderen Ursprungs sein musste.

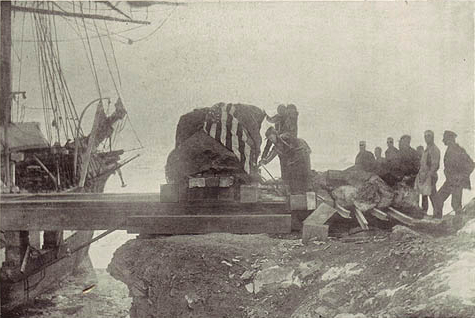
Verladen des Meteoriten

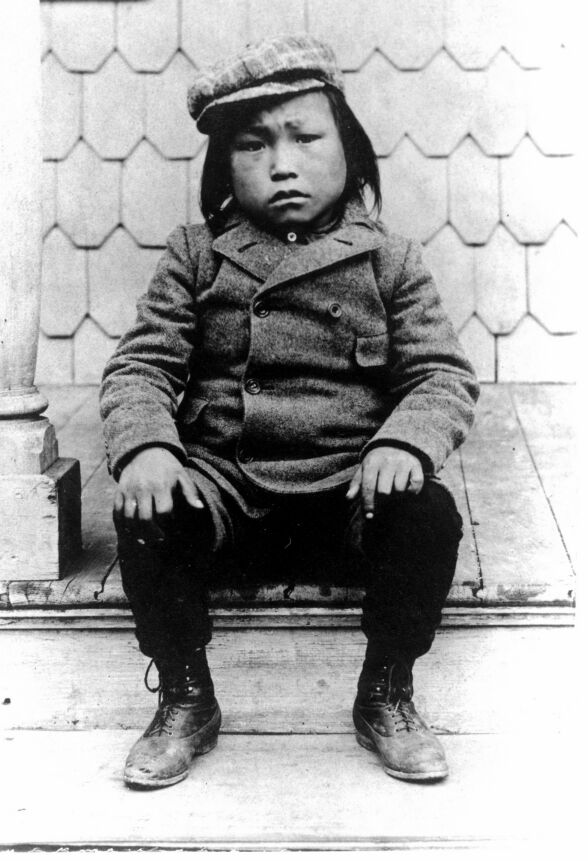
Minik in New York kurz nach seiner Ankunft

Im Mai 1894 zeigten eine Gruppe Inughuit Robert Peary die drei Meteoriten. Im Sommer 1894 versuchte er mit seinem Schiff „Falcon“ die Melville-Bucht zu erreichen, um die beiden kleineren Meteoriten „Frau“ und „Hund“ zu verladen, die sich etwa 7 km vom Ahnighito entfernt auf dem Festland befanden. Wegen des ungewöhnlich kalten Polarsommers 1894 scheiterte Pearys Versuch, Kap York zu erreichen. Im August 1895, auf seiner dritten Reise nach Grönland, gelang es ihm mit Hilfe von hölzernen Schlitten, die beiden Meteoriten „Frau“ und „Hund“ zu seinem Schiff „Kite“ ziehen und verladen zu lassen. Es waren die ersten Grönland-Meteoriten, die in den Vereinigten Staaten eintrafen. Für seine fünfte Fahrt nach Grönland 1896 charterte Peary das Dampfschiff „Hope“, um den Meteoriten nach New York zu bringen, Kunst- und Kulturgegenstände für ethnographische Ausstellungen zu sammeln und Erfahrungen für die Erreichung des Nordpols zu sammeln. Seine Frau Josephine Diebitsch Pear und seine dreijährige Tochter Marie Ahnighito Peary begleiteten ihn auf der Expedition. Mit hydraulischen Hebeböcken und der Unterstützung durch 100 Inuit konnte Peary eine Rampe zur Verladung auf die „Hope“ anlegen und den Meteoriten in sechs Tagen über eine schwere, mit Gegengewichten ausgestattete Brückenkonstruktion an Bord ziehen lassen. Dort wurde der Meteorit bis über den Kiel herabgelassen und fest verkeilt, um den Schwerpunkt des Schiffes so tief wie möglich zu legen. Am 20. August 1897 war der Meteorit verladen, und am 30. September 1897 erreichte die „Hope“ Brooklyn. Der Ahnighito verblieb auf der Marinewerft in Brooklyn, bis Pearys Frau ihn 1904 für 40.000 US-Dollar an das American Museum of Natural History verkaufte. Bei dem Transport des Meteoriten nach New York waren sechs Inuit mit an Bord, deren Schicksal die Schattenseiten der Entdeckungsgeschichte belegt. Die Inuit erkrankten nach wenigen Wochen und starben, nur ein kleiner Junge, Minik Wallace, überlebte. Als sein Vater an Tuberkulose verstarb, täuschte man dem Jungen ein Begräbnis nach traditionellem Ritus vor. Als 16-Jähriger musste Minik Wallace feststellen, dass das Skelett seines Vaters in der anthropologischen Sammlung des Museums ausgestellt war, unweit des Ahnighito.